# Zygmunt Moryto
Zygmunt Moryto (ur. 10 kwietnia 1954 w Kluczborku, zm. 1 stycznia 2021) – polski malarz, grafik i rysownik.

## Życiorys
W 1979 ukończył studia w Akademii Sztuk Pięknych w Krakowie, gdzie zdobył dyplom z wyróżnieniem w pracowni miedziorytu prof. Mieczysława Wejmana i w pracowni malarstwa prof. Jana Świderskiego. Następnie w latach 1979–1980 odbywał staż asystencki w pracowni doc. Mariana Kruczka. Po stażu wyjechał do Opola, gdzie mieszkał i tworzył do końca życia. W latach 80. XX wieku przewodniczył związkowi opolskich plastyków. Uprawiał grafikę warsztatową i użytkową oraz malarstwo i rysunek.
Zygmunt Moryto prezentował swoje prace na wystawach indywidualnych i zbiorowych, w kraju i za granicą. Jego prace znajdują się między innymi w zbiorach Muzeum Śląska Opolskiego i Galerii Sztuki Współczesnej w Opolu. W 2010 w Galerii Sztuki Współczesnej w Opolu prezentowana była wystawa z okazji 30-lecia pracy artystycznej Zygmunta Moryto.